# NTT情報開発
エヌ・ティ・ティ情報開発株式会社（エヌ・ティ・ティじょうほうかいはつ）は、NTT東日本株式会社（NTT東日本）及びNTT西日本株式会社（NTT西日本）が発行している職業別電話帳（タウンページ）に掲載されている情報（掲載名義・住所・電話番号・職種 等）をデータベース化して販売していた過去に存在していた企業。

## 出資会社
- 東日本電信電話株式会社
- CSKホールディングス
- 伊藤忠商事
- 野村総合研究所
- みずほコーポレート銀行
- 三菱東京UFJ銀行
- 三井住友銀行
- 日本カストディ銀行

## 組織
- 営業本部
  - 第一営業部
  - 第二営業部
  - 大阪支店
  - 営業企画部
- ITビジネス本部
  - アプリケーション営業部
  - ソリューション営業部
- システム本部
  - システムサービス部
  - 開発部
- 経営企画部
- 総務部

## 沿革
- 1986年5月　日本電信電話株式会社（NTT）他9社を出資会社として設立される。
- 1987年8月　関西営業所を開設する。
- 1995年5月　東京都中央区日本橋人形町にコンピュータセンターを開設する。
- 1996年4月　東京都中央区日本橋堀留町より東京都千代田区神田神保町へ本社を移転する。
- 1999年7月　NTTの再編成に伴い、NTT東日本のグループ会社に帰属する。
- 2002年3月　関西営業所を大阪支店へ名称変更する。（2012年3月末で支店を閉鎖）
- 2012年7月1日 NTT番号情報と経営統合をしてNTTタウンページに変更[1]。

## サービス・商品
- タウンページデータベース
  - 緯度経度情報提供サービス
  - 企業属性情報付与サービス
  - DM発送・テレマーケティング代行サービス
- GISソリューション
- ITソリューション
  - Webサイト制作
  - SIソリューション